# Аризема разнолистная
Аризе́ма разноли́стная, или Аризе́ма манжу́рская (лат. Arisaéma heterophyllum) — многолетнее травянистое клубнелуковичное растение, вид рода Аризема (Arisaema) семейства Ароидные (Araceae).

## Ботаническое описание
Клубнелуковичные многолетние травянистые растения.
Клубень сжато-шаровидный, 2—6 см в диаметре.

### Листья
Катафиллов 4 или 5, чешуйчатые.
Лист обычно один. Черешок сизый, 30—60 см длиной, примерно на ¾ вложенный во влагалище, образующее ложный стебель. Листовая пластинка пальчаторассечённая на 11—19(21) листочков, короткочерешчатых или сидячих, бледно-зелёных снизу и тускло-зелёных сверху, различной формы, ланцетовидных, продолговатых или линейно-продолговатых, клиновидных в основании, заострённых на вершине; центральный листочек 3—15 см длиной, 0,7—5,8 см шириной, часто намного короче боковых; крайние внешние листочки 7,7—24,2(31) см длиной, (0,7)2—6,5 см шириной, следующие листочки постепенно уменьшающиеся; расстояние между листочками 0,5—5 см.

### Соцветия и цветки
Цветоножка обычно длиннее черешка, 50—80 см длиной. Трубка покрывала сизая снаружи, беловато-зелёная внутри, цилиндрическая, 3,2—8 см длиной, 4—9 см шириной.
Початки двуполые или мужские. Двуполый початок: женская зона примерно 1—2,2 см длиной; завязь шаровидная; столбик заметный; рыльце точечное; семяпочек 3 или 4; мужская зона 1,5—3,2 см длиной; синандрий рыхлый; иногда со стерильными цветками. Мужской початок: мужская зона 3—5 см длиной, 3—5 мм шириной; синандрий стебельчатый, состоящий из двух или трёх пыльников, каждый из них с двумя теками, вскрывающимися верхушечными разрезами. Придаток возрастающий, сигмоидальный, бледно-беловатый, постепенно сужающийся от сидячего основания до очень острой вершины, примерно 20 см длиной, 5—11 мм в диаметре у основания.
Цветёт в апреле — мае.

### Плоды
Плоды — желтовато-красные или красные, цилиндрические ягоды около 5 мм длиной. Семя обычно одно, булавовидное.
Ягоды созревают в июле — сентябре.

## Распространение
Распространены в Южном и Центральном Китае, Японии (Хонсю, Кюсю, Сикоку), Корее и на Тайване.
Встречаются в лесах, чащах, на полянах, на высоте до 2700 м над уровнем моря.